# Araguari (rivier in Minas Gerais)
De Araguari is een rivier in de Braziliaanse deelstaat Minas Gerais. De rivier ontspringt in de Serra da Canastra, in de gemeente São Roque de Minas, en doorkruist de regio Triângulo Mineiro, en stroomt naast 17 andere gemeenten door Araxá, Uberlândia en Araguari. De rivier heeft een lengte van 475 kilometer en mondt uit in de Paranaíba.
In 2018 brak een stuwdam in Uberlândia en dit was aanleiding voor een demonstratie van milieugroepen om aandacht te vragen voor hierdoor geïntroduceerde milieuproblemen.